# Brian Wenzel
Brian Wenzel (* 27. März 1991 in Berlin) ist ein deutscher Basketballtrainer und ehemaliger ‑spieler.

## Laufbahn
Wenzel spielte in der Jugend der BG 2000 Berlin und anschließend in der Nachwuchs-Basketball-Bundesliga (NBBL) für Central Hoops Berlin. 2008 wechselte er zu Alba Berlin und spielte für den Verein ebenfalls in der NBBL sowie in der zweiten Herrenmannschaft in der Regionalliga.
2010 wechselte der 1,98 Meter große Flügelspieler zu Science City Jena in die 2. Bundesliga ProA, 2011 ging er nach Braunschweig, wo er bis 2014 zumeist in der 2. Bundesliga ProB für die SG Braunschweig spielte und während der Spielzeit 2013/14 zudem zwei Partien für die New Yorker Phantoms Braunschweig in der Basketball-Bundesliga bestritt.
In der Saison 2014/15 pausierte Wenzel, ehe er im Spieljahr 2015/16 in Diensten des Zweitligisten ETB Essen stand. 2016 wechselte er innerhalb der 2. Bundesliga ProA zum VfL Kirchheim. Nach einem dritten Bandscheibenvorfall ruhte seine Spielerkarriere ab 2019, stattdessen übernahm Wenzel in Kirchheim Aufgaben als Jugendtrainer. Als Kirchheims Cheftrainer Mauricio Parra im Dezember 2019 aus gesundheitlichen Gründen sein Amt nicht ausüben konnte, kümmerte sich Wenzel gemeinsam mit Sportdirektor Christoph Schmidt kommissarisch um die Betreuung der Zweitligamannschaft. Ende des Monats wurde David Rösch als Parras Nachfolger eingestellt, Wenzel wurde neben seinen Aufgaben als Jugendtrainer bei den Profis Röschs Assistent und blieb als solcher auch unter Röschs Nachfolger Igor Perović im Amt. 2022 wurde die SG Stuttgart/Esslingen/Kirchheim unter Wenzel als Trainer Zweiter des DBB-Pokals in der Altersklasse U18. Er war dann als Trainer der Kirchheimer Jugendmannschaft in der NBBL tätig.
Im Sommer 2024 kehrte Wenzel in den Trainerstab der VfL Kirchheim Knights zurück und wurde wieder Co-Trainer von Igor Perović in der 2. Bundesliga ProA.